# سامانه یکپارچه پارک
سامانه یکپارچه پارک یا سامانه پارک یا سیستم پارک (به انگلیسی: Park system) که به عنوان سیستم فضای باز نیز شناخته می‌شود، شبکه‌ای از فضاهای سبز است که توسط مسیرهای پیاده‌روی عمومی، پله‌ها یا مسیرهای دوچرخه‌سواری به هم متصل می‌شوند. این مفهوم ابتدا با نیاز به کاستن از تکه‌تکه شدن محیط‌های طبیعی پدیدار شد و از آن به عنوان " لکه و راهرو " یاد شد. در معماری منظر نوین، سیستم پارک با ایده برنامه‌ریزی راه‌های سبز که از مناطق شهری و روستایی عبور می‌کنند، همکاری می‌کند. این سیستم‌ها می‌توانند از طریق اقدامات بوم‌شناختی، تفریحی، اجتماعی، فرهنگی و بهداشتی به چشم‌انداز خدمت کنند و با هدف پایداری طراحی شده‌اند.